# 渡瀨草一郎
渡瀨草一郎（日语：渡瀬 草一郎，1978年—）是日本男性作家，出生於東京都，在神奈川縣橫濱市長大。畢業於二松學舍大學。在成為小說家吧的帳戶名是。

## 經歷
渡瀨草一郎的出道作於2000年獲得第7屆電擊遊戲小說大獎（現電擊小說大獎）的「金賞」，隔年2月經KADOKAWA出版成冊。

## 作品列表

### 系列作
- （2001年2月－2010年8月，電撃文庫）
- （2001年5月－2003年2月，電撃文庫）
- 《天空之鐘響徹惑星》（2003年12月－2007年7月，電撃文庫）
- （2007年11月－2012年8月，電撃文庫）
- 《異變之月》（2013年6月－2014年6月，電撃文庫）[5]
- 《刀劍神域外傳 Clover's Regret》（2016年11月－2018年8月，電撃文庫）[6]
- （2021年8月－，Saga Forest文庫（日语：サーガフォレスト））[7]

### 非系列作
- （2012年1月，MediaWorks文庫）[8]
- （2015年12月，電撃文庫）[9]
- （2019年9月，電撃文庫）[10]

### 其他
- （2004年6月，電擊hp第30期）
  - 被再次收錄於（2008年9月，電撃文庫）[11]
- （2005年10月，電撃hPa（日语：電撃hp公式海賊本#電撃hPa））
- （2006年11月，電撃BUNKOYOMI（日语：電撃hp公式海賊本#電撃BUNKOYOMI））
- （2006年11月，電撃April Fool（日语：電撃hp公式海賊本#電撃April Fool））

## 外部連結
- 草一屋 （页面存档备份，存于）
- 渡瀨草一郎的X（前Twitter）
- 渡瀨草一郎的成為小說家吧帳戶